# Global location sensor

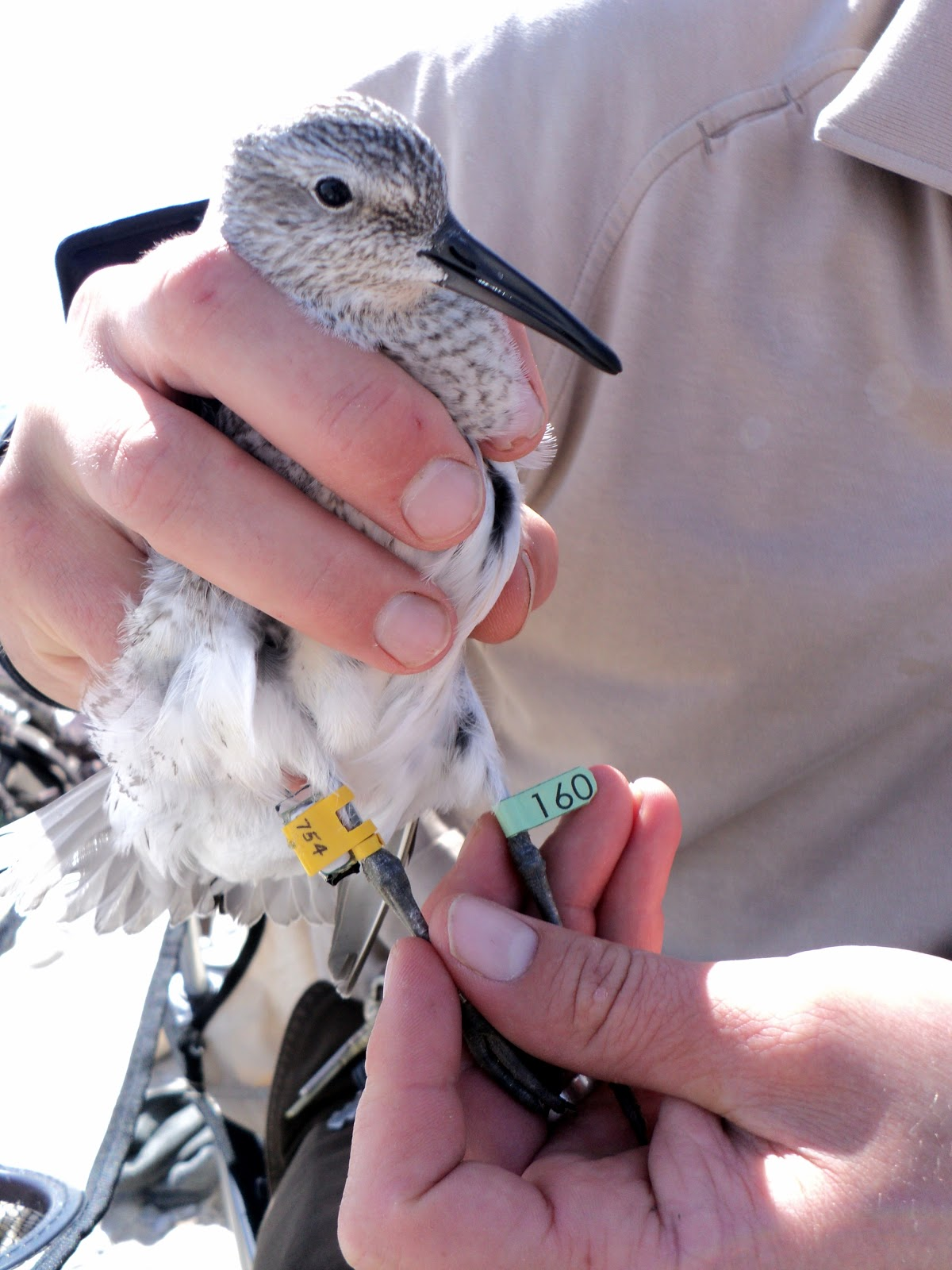
Un bécasseau maubèche bagué et équipé d'un geolocator.

Un global location sensor (GLS) ou géolocateur est un dispositif électronique permettant la géolocalisation au moyen d'un photorécepteur enregistrant la luminosité ambiante. Les GLS sont principalement utilisés pour étudier la migration animale.

## Principe
Un géolocateur inclut un photorécepteur qui enregistre la luminosité ambiante et sert à déterminer les heures de lever et de coucher du Soleil. En connaissant la date de la mesure, on peut déterminer la localisation approximative de l'appareil. Ce type d'appareil présente l'avantage d'être plus léger et moins coûteux qu'une balise GPS ou Argos. Néanmoins, sa précision est moindre et il est nécessaire de récupérer la balise en fin d'expérimentation, l'appareil stockant les données mais ne les transmettant pas de manière autonome,.

## Utilisation

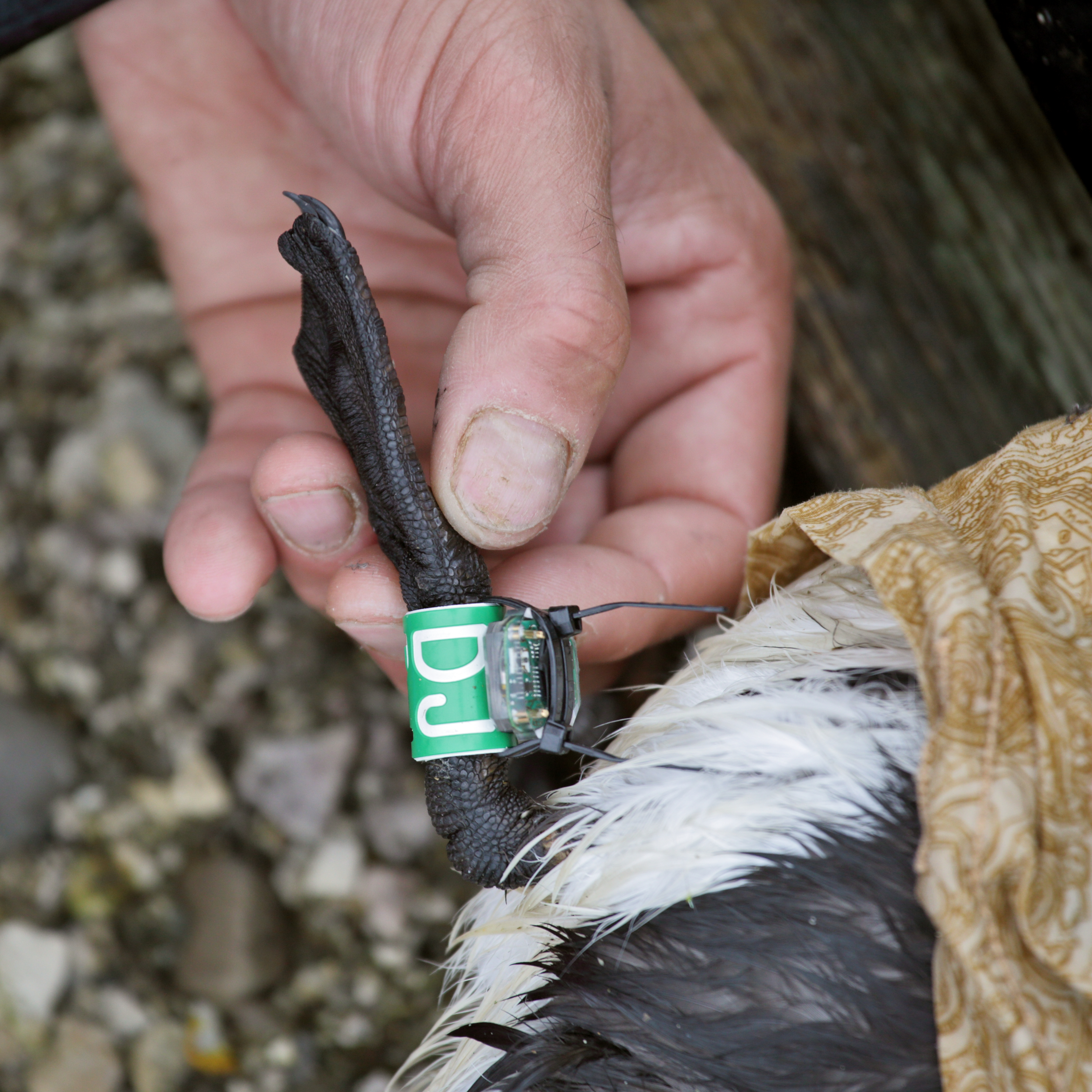
Un GLS posé sur la patte d'un guillemot de Brünnich.

Les premiers GLS ont été utilisés pour suivre les déplacements d'éléphants de mer. La précision des GLS étant moindre que celle d'autres dispositifs comme les balises GPS ou Argos (de l'ordre de 150 km), leur utilisation est réservée à l'étude de déplacements sur de longues distances, notamment la migration des oiseaux.